# Fregaty rakietowe typu Almirante Padilla
Fregaty typu Almirante Padilla – seria czterech kolumbijskich fregat pełniących służbę w Kolumbijskiej Marynarce Wojennej. Okręty zostały zbudowane w stoczni w Kilonii w RFN. Dwa podobne okręty służą w Malezyjskiej Marynarce Wojennej jako fregaty typu Kasturi.

## Okręty
- „Almirante Padilla” (FM-51)
- „Caldas” (FM-52)
- „Antioquia” (FM-53)
- „Independiente” (FM-54)